# Döbling
Döbling Bécs XIX. kerülete, amely a város északnyugati részén, a városközpont és a Bécsi-erdő között fekszik. A kerületet 1892-ben hozták létre.

## Kerületrészek
A kerület a következő, egykor önálló településekből jött létre:
| Döbling kerületrészei | - Grinzing - Heiligenstadt - Josefsdorf - Kahlenbergerdorf - Neustift am Walde - Nussdorf - Oberdöbling - Salmannsdorf - Sievering - Unterdöbling |

## Magyar vonatkozás
Itt hunyt el Széchenyi István, Sándor Móric és Semmelweis Ignác. A döblingi kerületi bíróság, az egykori Georgen-féle elmegyógyintézet épülete mellett Széchenyi emlékezetét mellszobra és emléktábla is őrzi; de Semmelweis is ott hunyt el, igen méltatlan körülmények között.

Élete egy szakaszában itt élt Andrássy Dénes, nevét utca viseli.